# Rachel
Pour les articles homonymes, voir Rachel (homonymie).
Rachel (hébreu רָחֵל (raḥel) : brebis) est un personnage de la Genèse, le premier livre de la Bible. Elle est la cousine et la seconde femme de Jacob. Elle est également la fille de Laban et la sœur de Léa.
Son nom connaît plusieurs orthographes, selon les traductions : Rachael, Rachal, Rachele, Raquel, Rakel, Rahel, Rahil, Rakhil, Rakul, Rashel, Rashka...[réf. nécessaire]

## Récit biblique
Rachel est la fille de Laban et Adinah. Elle est la première personne de sa famille que Jacob rencontre près d'un puits, à son arrivée à Harran. Lorsque Jacob voit Rachel conduisant le troupeau de Laban, il s'approche, roule la pierre de dessus l'ouverture du puits, et abreuve son troupeau. Il pleure en embrassant Rachel. Jacob lui apprend qu'il est le neveu de son père, qu'il est fils de Rebecca, sa tante et elle court l'annoncer à son père. Dès que Laban entend parler de Jacob, il court l'embrasser et le fait venir dans sa maison. Jacob désire épouser Rachel et propose à Laban de devenir son serviteur durant sept années afin de l'obtenir.
Après sept ans de travail, Jacob demande à Laban de lui donner sa fille Rachel mais Laban le trompe et lui donne sa fille aînée Léa à la place. Laban, pour se justifier, évoque une coutume interdisant de marier sa fille cadette avant sa fille aînée. Sept jours plus tard, Jacob épouse enfin Rachel, en échange de la promesse de travailler sept années supplémentaires au service de son beau-père,. Pourtant, le Lévitique interdit d'épouser deux sœurs.
Rachel est stérile. Jalouse de la fécondité de sa sœur, elle demandera à Jacob de coucher avec sa servante Bilha pour avoir des enfants de cette manière et qui lui donne ainsi deux fils : Dan et Nephtali.
Ruben, le fils de Léa et Jacob trouve des mandragores. Il les apporte à sa mère car celle-ci ne peut plus enfanter. Rachel en réclame, puis elle en mange les fruits et non les racines. En échange de ces mandragores, Rachel permet à Léa de coucher avec Jacob. Après que Léa attend encore un enfant, Rachel devient enfin enceinte d'un fils qu'elle appelle Joseph.

Les Filles de Laban
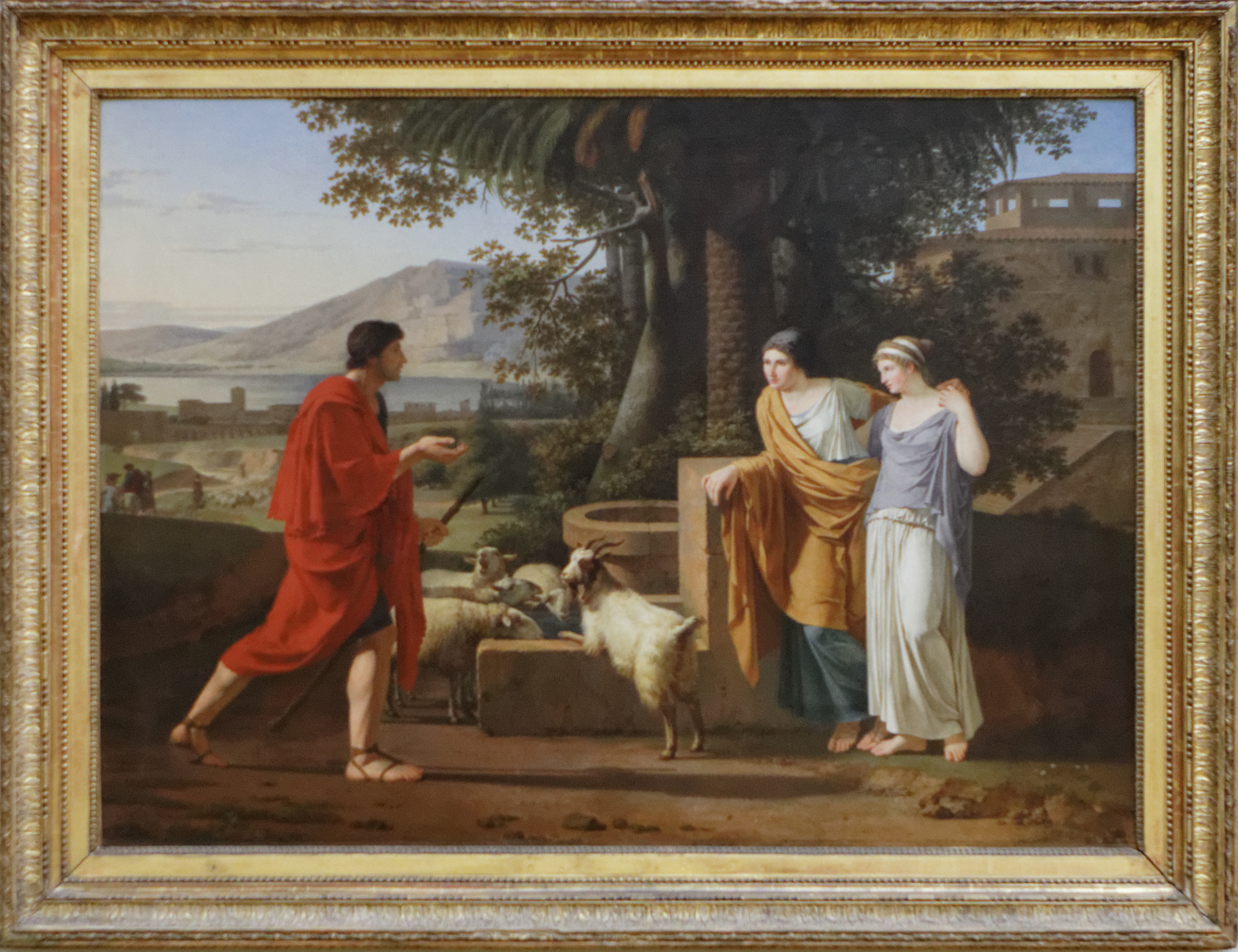
Jacob venant trouver les filles de Laban, Louis Gauffier
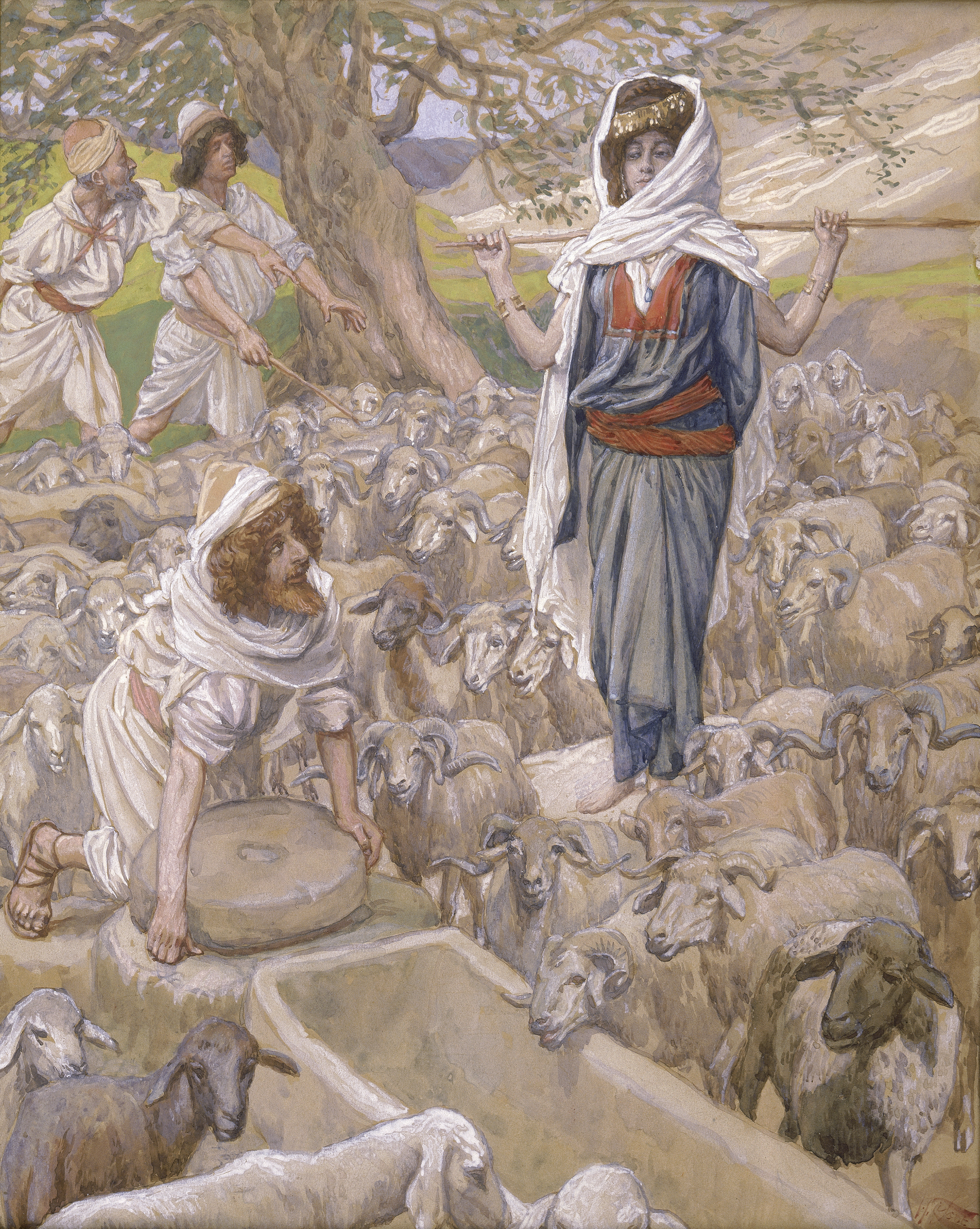
Jacob et Rachel au puits, James Tissot, 1836-1902 Musée juif (New York)
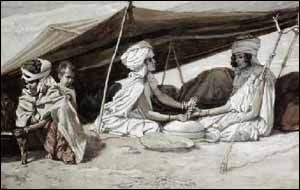
Rachel et Léa James Tissot, 1836-1902 Musée juif (New York)
La mort de Rachel, Giambettino Cignaroli, Galeries de l'Académie de Venise

Avant de fuir avec Jacob, Rachel dérobe les teraphim de son père Laban, ceux-ci faisant office de titres de propriété (une coutume hourrite selon laquelle la possession des idoles domestiques donne droit à l'héritage paternel est décrite dans une tablette trouvée lors des fouilles de la cité de Nuzi). Laban les rattrape mais Rachel, sans le dire à Jacob, a caché les teraphim dans la corbeille de la selle de son chameau et reste assise dessus, prétextant avoir ses règles et Laban ne retrouve donc pas ses teraphim. Plus tard avant de partir à Béthel, Jacob enfouit les teraphim sous un chêne près de Sichem.

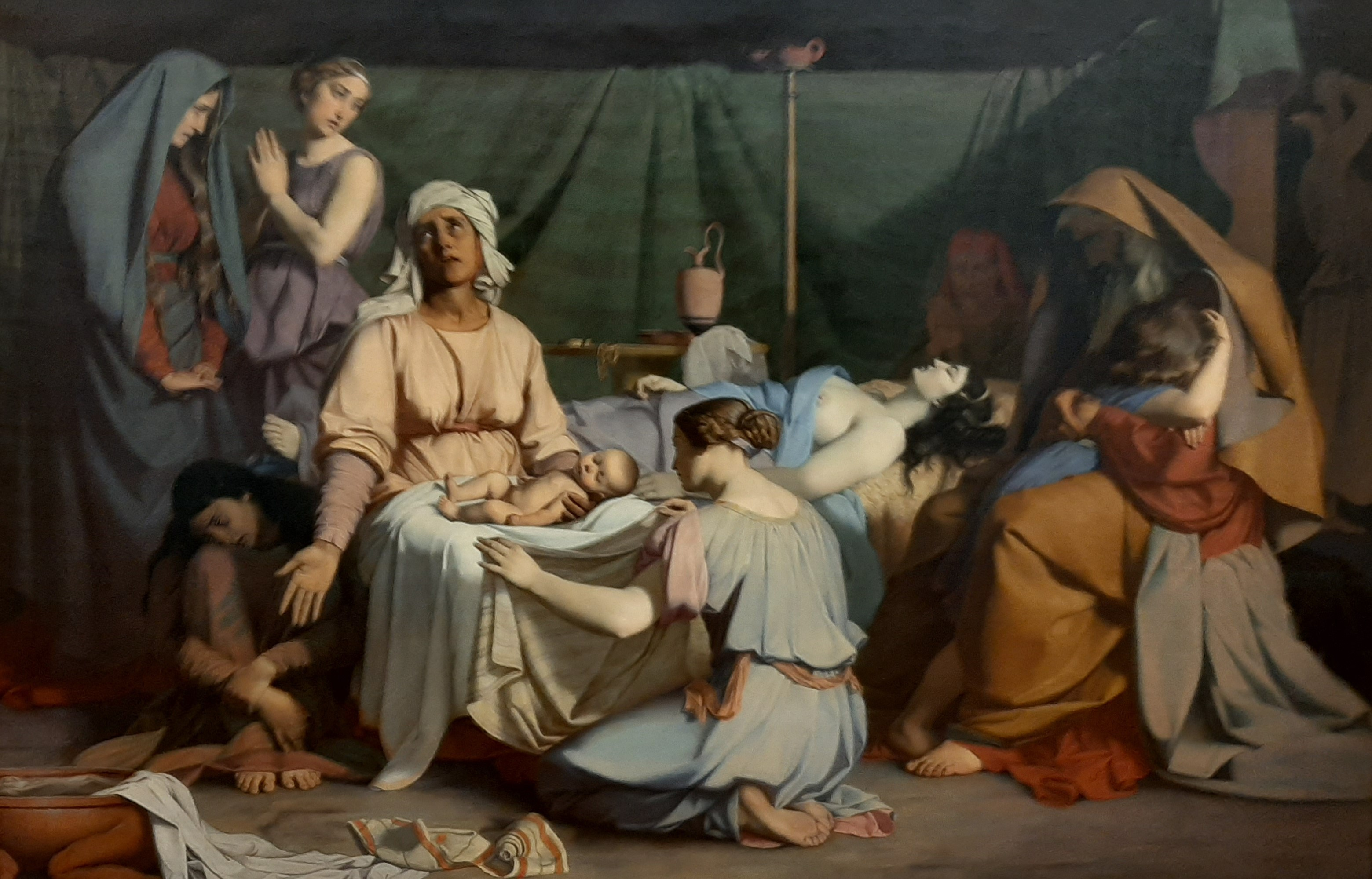
Tableau de Jacques Pilliard Naissance de Benjamin et mort de Rachel, Musée de Grenoble

Après son départ de Béthel, Rachel meurt sur le chemin d'Ephrata - Bethléem. Elle donne naissance à un deuxième fils qu'elle appelle Benoni, mais Jacob l'appelle Benjamin.
Le tombeau de Rachel, lieu saint du judaïsme, symbolise pour les Juifs la route que les Judéens prirent lors de l'exil de Babylone. On peut toujours le visiter, en actuelle Cisjordanie.

## Postérité

### Représentation
Dans les jeux de cartes, Rachel est la dame de carreau.

### Musique
- Élisabeth Jacquet de La Guerre, Jacob et Rachel, cantate spirituelle, EJG 27.

### Art contemporain
- Rachel figure parmi les 1 038 femmes référencées dans l'œuvre d’art contemporain The Dinner Party (1979) de Judy Chicago. Son nom y est associé à Judith[27],[28].

### Livres
- Le mythe de Rachel et Léa sert de fondement théologique à l'utilisation de servantes à but procréatif dans la dystopie La servante écarlate de Margaret Atwood[29].